# Réserve nationale de faune du marais John Lusby
La réserve nationale de faune du marais John Lusby (anglais : John lusby Marsh National Wildlife Area) est une réserve nationale de faune du Canada située dans le comté de Cumberland en Nouvelle-Écosse. Cette réserve de 552 ha a été créée en 1978 dans le but de protéger l'un des plus grands marais salés continu de la baie de Fundy. Il représente à lui seul 12 % de cette catégorie de terre humide dans la baie de Fundy. Il est fréquenté lors de la migration printanière de la Bernache du Canada ainsi que lors des migrations printanière et automnale du Canard noir, de la Sarcelle à ailes vertes, du Canard d'Amérique et du Canard pilet. Elle fait partie avec la réserve nationale de faune de Chignecto du site Ramsar de Chignecto. Elle est administrée par le Service canadien de la faune.